# Anthus peruvianus
La cachirla peruana, bisbita peruana o bailarín chico peruano (Anthus peruvianus) es una especie de ave paseriforme del género Anthus, ubicado en la familia de los motacílidos. Habita en valles y estepas áridas de la región litoral del océano Pacífico en el centro-oeste de Sudamérica.

## Taxonomía
Descripción original
Esta especie fue descrita originalmente en el año 1878 por el zoólogo Francis Nicholson, con el mismo nombre científico.
Localidad y ejemplar tipo
La localidad tipo referida es: “valle Cataridon, Perú”, en referencia a la localidad peruana de Caleta Catarindo (o Catarindos), en Mollendo, provincia de Islay, en el departamento de Arequipa.
La descripción de la especie se realizó sobre el espécimen tipo, un ejemplar macho adulto, que había sido colectado por el Sr. Henry Whitely el 12 de febrero de 1867 en el valle de Cataridon, y una hembra capturada por el mismo colector en Islay el 17 de febrero de 1867. Ambos se encontraban depositados en el Museo Británico, siendo luego transferidos al Museo de Historia Natural, de Londres.
Etimología
Etimológicamente, el término genérico Anthus deriva de la palabra en el idioma griego anthos, un nombre empleado por Aristóteles, en su obra “Historia de los animales”, con el cual identificó a un pájaro de pequeño tamaño, tal vez refiriéndose a la lavandera cascadeña (Motacilla cinerea). El epíteto específico peruvianus es un topónimo que refiere a la nación de origen del ejemplar tipo: el Perú.
Historia taxonómica y relaciones filogenéticas
Por largo tiempo fue tratado como una subespecie de Anthus lutescens (es decir: Anthus lutescens peruvianus) siendo denominado también Anthus chii peruvianus. 
En el año 2018, sobre la base de análisis vocales y filogenéticos multilocus (ND2, ACOI9, MB, FGB5), Paul Van Els y Heraldo V. Norambuena separaron a este taxón de Anthus lutescens y lo elevaron desde la categoría subespecífica a la consideración de especie plena.
Su ubicación exacta en el ordenamiento intragenérico de Anthus aún no logró ser definida, pero probablemente sería la especie hermana de un grupo integrado por A. lutescens, A. furcatus y A. spragueii.
Respecto a sus vocalizaciones, las de ambas son consistentemente diferentes en varios rasgos.

## Distribución y hábitat
Anthus peruvianus está geográficamente aislada de A. lutescens, ya que esta última habita en pastizales y explotaciones agropecuarias de tierras bajas al este de los Andes mientras que A. peruvianus vive también a baja altitud, pero en una franja bastante estrecha junto al océano Pacífico (al poniente de los Andes) en ambientes de vegetación desértica inducida por la niebla. Se distribuye por el norte desde Lambayeque (en la provincia homónima del departamento homónimo) en el litoral noroeste del Perú hacia el sur hasta alcanzar la ciudad de Arica en el extremo norte de Chile.